# ベルサリエーレ (駆逐艦)
ベルサリエーレ（Bersagliere、「軽歩兵」の意味。直接的にはベルサリエリの単数形。）はイタリア王立海軍の駆逐艦。

## 艦歴
同艦は1937年4月21日に起工され、パレルモのティレニア造船所で建造されて1938年7月3日に進水し、1939年4月1日に就役した。戦前の短い期間、訓練を行うとともに、1939年5月にはユーゴスラビア王国の摂政であるパヴレ・カラジョルジェヴィチ王子の来訪に合わせてナポリで行われた海軍パレードに参加した。
第二次世界大戦当初、同艦は同型艦のグラナティエーレ、フチリエーレおよびアルピーノとともに第13駆逐艦隊を構成していた。
1940年7月7日1235時、同艦は同部隊の僚艦および第7巡洋分艦隊（エウジェニオ・ディ・サヴォイア、デュカ・ダオスタ、アッテンドーロおよびモンテクッコリ）とともにパレルモを出航し、リビアへの輸送船団作戦で支援部隊と活動した後の残りの第2海軍艦隊（重巡洋艦ポーラ、計7隻となる第1、第2および第3巡洋分艦隊および第9、第10、第11および第12駆逐艦部隊）と合流し、7月9日のカラブリア沖海戦に参加したが、第7分艦隊（および第13駆逐艦部隊）は会戦の後半、すでに戦闘が始まってからイタリア軍の編成に合流したため、戦闘ではわずかな役割しか果たせなかった。
7月30日から8月1日にかけて、アスカリ、グラナティエーレおよびフチリエーレと、巡洋艦ポーラ、ザラ、フィウメ、ゴリツィア、トレント、ダ・バルビアーノ、アルベルト・ディ・ジュッサーノ、エウジェニオ・ディ・サヴォイア、ドゥーカ・デッリ・アブルッツィ、アッテンドーロ、モンテクッコリおよび合計11隻からなる第9、第12および第15駆逐艦部隊とともに、商船10隻、駆逐艦4隻および水雷艇12隻で構成されたリビアへの2つの護送船団に間接護衛を提供した。
11月27日の正午ごろに戦艦チェザーレ、ヴィットリオ・ヴェネト、第13駆逐艦隊の僚艦および第12駆逐艦隊（フレッチア、ダルド、サエッタ）とともにナポリを出航し、決着がつかなかったスパルティヴェント岬沖海戦に参加した。
1941年2月8日、ジェノバに対して攻撃を行うイギリス軍の編隊を迎え撃つため、第13駆逐艦部隊、第10駆逐艦部隊の他の艦（マエストラーレ (駆逐艦)、グレカーレ、リベッチオ、シロッコ (駆逐艦)）、戦艦ヴィットリオ・ヴェネト、チェザーレ、ドーリアとともにラ・スペツィアを出港し、翌日、イタリア艦隊は、駆逐艦カラビニエーレとコラッツィエーレとともにメッシーナを出発した第3巡洋分艦隊（重巡洋艦トレント、ポーラ、ボルツァーノ）に合流したが、攻撃を防ぐことも、イギリス艦を発見することもできなかった。
3月27日の朝、第13駆逐艦部隊の僚艦とともに、第10駆逐艦部隊（マエストラーレ、グレーケール、リベッチオ、シロッコ）に代わって戦艦ヴィットリオ・ヴェネトを護衛につき、他のいくつかの部隊 - 第1巡洋艦分隊（ザラ、ポーラ、フィウメ）、第3巡洋艦分隊（トレント、トリエステ、ボルツァーノ）、第8巡洋艦分隊（ガリバルディ、ドゥーカ・デッリ・アブルッツィ））、第9駆逐艦部隊（アルフィエーリ、オリアーニ、ヴィンチェンツォ・ジョベルティ、ジョズエ・カルドゥッチ）、第16駆逐艦部隊（ダ・レッコ、パッサーニョ）、第12駆逐艦部隊（コラツィエーレ、カラビニエーレ、アスカリ - ともに「ガウド」作戦に参加することになっていたが、マタパン岬沖海戦では第1巡洋艦分隊全艦と駆逐艦アルフィエーリおよびカルドゥッチを失うという悲惨な結果に終わった。この戦闘では、第13駆逐艦部隊の艦船が雷撃機による攻撃で損傷したヴィットリオ・ヴェネトを護衛し、自らの対空砲火で防御した。
5月11日、軽巡洋艦バンデ・ネレ、カルドナ、ドゥーカ・デッリ・アブルッツィ、ガリバルディおよび駆逐艦アルピーノ、フチリエーレ、シロッコ、マエストラーレ、ダ・レッコ、パンカルド、ペッサーニョ、ウゾディマーレらとともに、ナポリから出航した駆逐艦ダルド、アヴィエーレ、ジェニエーレ、グレカーレおよびカミチア・ネーラが直接護衛する商船プロイセン、ヴァハトフェルス、エルネスト、テンビエン、ジュリアよびコル・ディ・ラーナからなる船団の間接護衛部隊の一部となり、船団は14日にトリポリに到着した。
5月19日から21日にかけて、巡洋艦ドゥーカ・デッリ・アブルッツィ、ガリバルディおよび駆逐艦グラナティエーレ、アルピーノとともに、トリポリへの護送船団（商船プロイセン、スパルタ、カポ・オルソ、カステルヴェルデ、モーティア、油槽船パヌーコ、スペルガ、駆逐艦エウロ、フォルゴーレ、フルミーネ、ストラーレ、トゥルビネ）の間接護衛任務を務め、何度かの水中攻撃があったが攻撃を回避し、船団は損失無しに目的地に到着した。
6月3日、グラナティエーレ、フチリエーレ、アルピーノおよび巡洋艦ドゥーカ・デッリ・アブルッツィ、ガリバルディとともに「アキタニア」船団（駆逐艦ダルド、アヴィエーレ、ジェニエーレ、カミチア・ネーラおよび水雷艇ミッソーリに護衛されてナポリからトリポリを目指す商船アキタニア、カッファロ、ニルヴォ、モンテッロ、ベアトリーチェ・コスタおよび油槽船ポツァリカ）の間接護衛の一部としてしてパレルモを出航し、6月4日にケルケナ諸島の沖合約30kmで航空攻撃を受けてモンテッロが被弾して誰も脱出できないうちに爆発し、ドラム缶に入れたガソリンを積載していたベアトリーチェ・コスタも被弾して火災が発生し、カミチア・ネーラが救助しようとしたが間に合わなかったため、カミチア・ネーラによって沈没させられた。
7月28日、僚艦グラナティエーレおよび第8巡洋分艦隊（ガリバルディおよびモンテクッコリ）とともにイタリアからリビアへ向かう8隻からなる船団の護衛任務に就いたが、ガリバルディが英潜水艦アプホルダーから雷撃され、深刻なダメージを負った。
1941年9月24日、第13駆逐艦部隊の僚艦グラナティエーレ、フチリエーレおよびヴィンチェンツォ・ジョベルティとともにナポリを出航し、リットリオおよび第14駆逐艦部隊（フォルゴーレ、ダ・レッコ、ペッサーニョ）と合流してイギリスの護衛船団の邀撃を試みたが成功しなかった。
10月8日2220時、リビアへ向かう油槽船プロセルピーナおよび貨物船ジュリア、バインジッツア、ニルヴォ、ゼーナ、カサレジスからなる「ジュリア」船団を、グラナティエーレ、フチリエーレ、アルピーノとともに護衛するためにナポリを出航したが（その後、トラパーニから出航した旧式の水雷艇カスチーノが合流した）、故障に見舞われたバインジッツァとニルヴォはトラパーニで修理する必要があり、10月12日2225時にイギリス軍830飛行隊の雷撃機が船団を攻撃してゼーナとカサレジスが沈められた（それぞれ北緯34度52分、東経12度22分と北緯34度10分、東経12度38分）。「ジュリア」船団はウルトラ組織によって行われた暗号解読の犠牲になった最初の船団だった。
1941年11月8日の朝、ベルサリエーレは駆逐艦マエストラーレ、グレカーレ、リベッチオ、フルミーネ、エウロおよびアルフレード・オリアーニに護衛されてトリポリに向かう貨物船デュースブルク、サンマルコ、サジッタ、マリア、リナ・コラード、コンテ・ディ・ムスラタ、ミナティトランからなる「デュースブルク」船団（合計34,473トンの補給物資、車両389両、兵員243名）を間接護衛するために第3分艦隊（トレントおよびトリエステ）および駆逐艦グラナティエーレ、フチリエーレ、アルピーノとともにメッシーナを出航した。翌日の夜、この船団はイギリスのK部隊（軽巡洋艦オーロラ、ペネロピ、駆逐艦ランス、ライブリー）の攻撃を受けて破壊され、すべての貨物船とフルミーネが沈没、グレカーレは重大な損傷を負った。戦闘が始まる17分前の11月9日0040時、ベルサリエーレ（他の間接護衛艦とともに、12ノットで船団の後方4,000～5,000 mを東に航行していた）が最初にK部隊の艦影を発見し、発見信号を発したが、艦隊旗艦のトリエステと、その護衛をしていたマエストラーレが信号を認識したのは戦闘が始まってからだった。敵艦を視認後、イタリアの駆逐艦は0101時から0105時の間にアンサルド50口径120mm砲で最寄りのイギリス艦である巡洋艦を砲撃し、艦橋に数回命中させたがほとんど効果がなく、その後も接近を続けた。また、直接護衛している他の駆逐艦を間違えて視認した結果、ペネロペの102mm副砲の斉射の表時となった。その後も行動を続け、敵艦から4,000 mまで接近したところで、分艦隊司令部からの命令で攻撃を中止して進路を変更し、東方に撤退することが決定された。戦闘終了後、ベルサリエーレはマエストラーレ、オリアーニ、エウロ、アルピーノおよびフチリエーレとともに生存者の救出にあたり、合計で704名を救出した。
1941年11月21日、リビアへの2つの船団を間接護衛するために軽巡洋艦ガリバルディ、英潜水艦アトモスト (潜水艦)からの雷撃で深刻な損傷を負うことになる重巡洋艦トリエステとともにメッシーナから出航した。
12月13日1740時にM41作戦（リビアへの商船6隻と駆逐艦5隻および水雷艇からなる3つの船団）を間接護衛するために戦艦リットリオ、ヴィットリオ・ヴェネト、同じ部隊の駆逐艦3隻および水雷艇チェンタウロ、クリオとともにターラントを出航したが（護衛艦隊は後で駆逐艦ヴィヴァルディ、マルチェッロ、ダ・レッコ・ダ・ノーリ、ゼーノによって補強された）、潜水艦からの攻撃を受けて貨物船2隻（ファビオ・フィルツィとカルロ・デル・グレコ）が沈没し、戦艦ヴィットリ・ヴェネトも深刻な損傷を受ける壊滅的な打撃を被った。
12月16日、リビアへの輸送作戦M42（駆逐艦サエッタ、ダ・レッコ、ヴィヴァルディ、ダ・ノーリ、マロチェッロ、ペッサーニョ、ゼーノに護衛された商船モンジネヴロ、ナポリ、アンカラ、ヴェットール・ピサニからなるターラントを出航し、アンカラとサエッタがベンガジを目指し、残りがトリポリを目指した2つの船団）の支援戦力として戦艦アンドレア・ドーリア、ジュリオ・チェザーレ、リットリオ、重巡洋艦トレント、ゴリツィアおよび駆逐艦グラナティエーレ、マエストラーレ、フチリエーレ、アルピーノ、コラツィエーレ、カラビニエーレ、オリアーニ、ジョベルティ、ウゾディマーレとともに出航し、船団は18日に無傷で目的地に到着したが、支援部隊は第1次シルテ湾海戦と呼ばれることになるイギリス軍艦隊との決着のつかない戦闘に参加したが、ベルサリエーレは特に戦功をあげることはなかった。
1942年1月3日1015時、駆逐艦ヴィヴァルディ、ダ・レッコおよびウソディマーレとともに、近代的な内燃機船ニノ・ビクシオ、レリチおよびモンジネヴロが参加したM43作戦（商船6隻、駆逐艦6隻および水雷艇5隻からなるリビアへ向かう3つの船団）をトリポリまで護衛するために出航し、すべての商船は1月5日に目的地に到着した。
1月22日、巡洋艦アッテンドーロ、デューカ・デッリ・アブルッツィ、モンテクックリおよび駆逐艦フチリエーレ、カラビニエーレ、フチリエーレとともにT.18作戦（駆逐艦ヴィヴァルディ、マルチェッロ、ダ・ノーリ、アヴィエーレ、ジェニエーレ、カミチア・ネーラおよび水雷艇オルサ、カストーレに護衛され、15,000トンの物資、戦車97両、車両271両、人員1,467名を積載したトーラントから出航した兵員輸送船ヴィクトーリアとメッシーナから出航した貨物船ラヴェッロ、モンヴィーゾ、モンジネヴロ、ヴェットール・ピサニで編成された船団）の近接支援戦力の一部となり、船団は24日にトリポリに到着したが、ヴィクトリアは雷撃機2機の攻撃で沈没した。
1942年3月22日午前1時、残りの第13駆逐艦部隊（アルピーノ、フチリエーレおよび一時的に編入されていた駆逐艦ランチェーレ）、巡洋艦トレント、ゴリツィア、バンデ・ネーレとともにメッシーナを出航した。その後、他のイタリア艦隊と合流して第2次シルテ湾海戦に参加したが、ベルサリエーレは大きな役割を果たさなかった。
1942年中に照明弾発射砲を撤去し、4挺の20mm機関銃と探信儀を搭載する作業が行われた。
同年7月2日から同型艦のアルピーノ、コラッツィエーレ、ミトラリエーレおよび軽巡洋艦ガリバルディ、デュカ・ダオスタ、ドゥーカ・デッリ・アブルッツィ（第8分艦隊）とともにナヴァリノに4ヶ月駐留した。この部隊は地中海中央東部を航行する輸送船団が中東にあるイギリス軍基地からの艦艇による攻撃を受けた際に介入するためのものだったが、その必要は発生しなかった。
8月16日、ミトラリエーレとともに、ブリンディジからベンガジへの船団の一員として航海中に英潜水艦ポーパスから雷撃された内燃機船レリチの乗組員の救助を行った。
10且31日、同型艦のコラッツィエーレおよび先行艦ダ・レッコとともに、トブルクへ250トンの弾薬（3隻に分散して搭載）を運ぶために出航し、地中海東部の航路を航行し、11月1日から2日にかけての夜間に激しい航空攻撃を受けたにもかかわらず（攻撃は2時間半におよんだ）、3隻ともに11月2日に目的地に到着した。
11月15日2215時、ベルサリエーレおよびグラナティエーレは、7,400トンの燃料と、35トンの潤滑油を搭載した、リビアへの最後の油槽船となる巨大で近代的な油槽船ジュリオ・ジョルダーニを護衛してタラントを出航した。。11月17日の午後8時、ウルトラ組織からの情報をもとに、イギリスの雷撃機がミスラタ北方で船団を襲撃し、ベルサリエーレとグラナティエーレは油槽船を煙幕で隠そうとしたが、魚雷2発が命中した。不首尾に終わった油槽船を救おうという試みの後で、2隻の駆逐艦は漂流者を救助して基地に帰投した。

## 沈没
1943年1月7日、16:25時に第9空軍の爆撃機がパレルモ港を目標として攻撃を開始したとき、ベルサリエーレはパレルモ港の南ふ頭に係留されていた。攻撃開始の5分後、2発の爆弾が命中し、直ちに右舷側に傾斜しはじめ、すぐに沈み始めた。複数の乗組員が船体の中に取り残されたまま、水中に数メートル沈んだが救助するすべはなく、ただ舷窓から別れを告げるだけだった。
ベルサリエーレの沈没によって、艦長のアンセルモ・ラッツァリーニ中佐（1901年3月26日、マチェラータ生）を含む59名の乗組員が命を落とした。
同艦は146回の戦闘任務に従事し、53,700カイリを航海した。
沈没の犠牲者を悼んで、パレルモ港の南ふ頭は"Molo CT Bersagliere"（駆逐艦ベルサリエーレふ頭）と改名された。

パレルモ港の南埠頭にある駆逐艦「ベルサリエーレ」の沈没記念碑および記念の盾
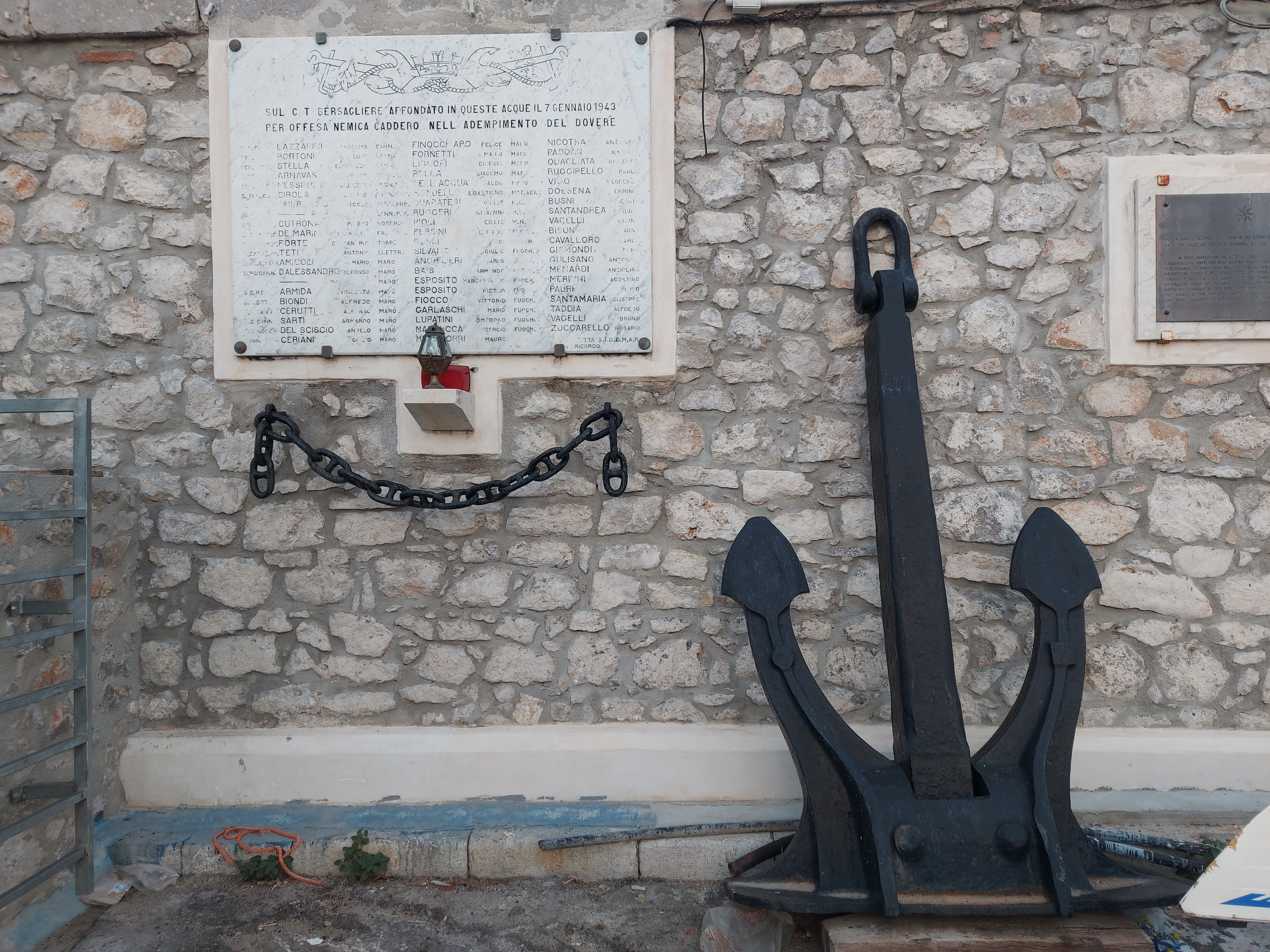
パレルモ港の南埠頭にある記念碑
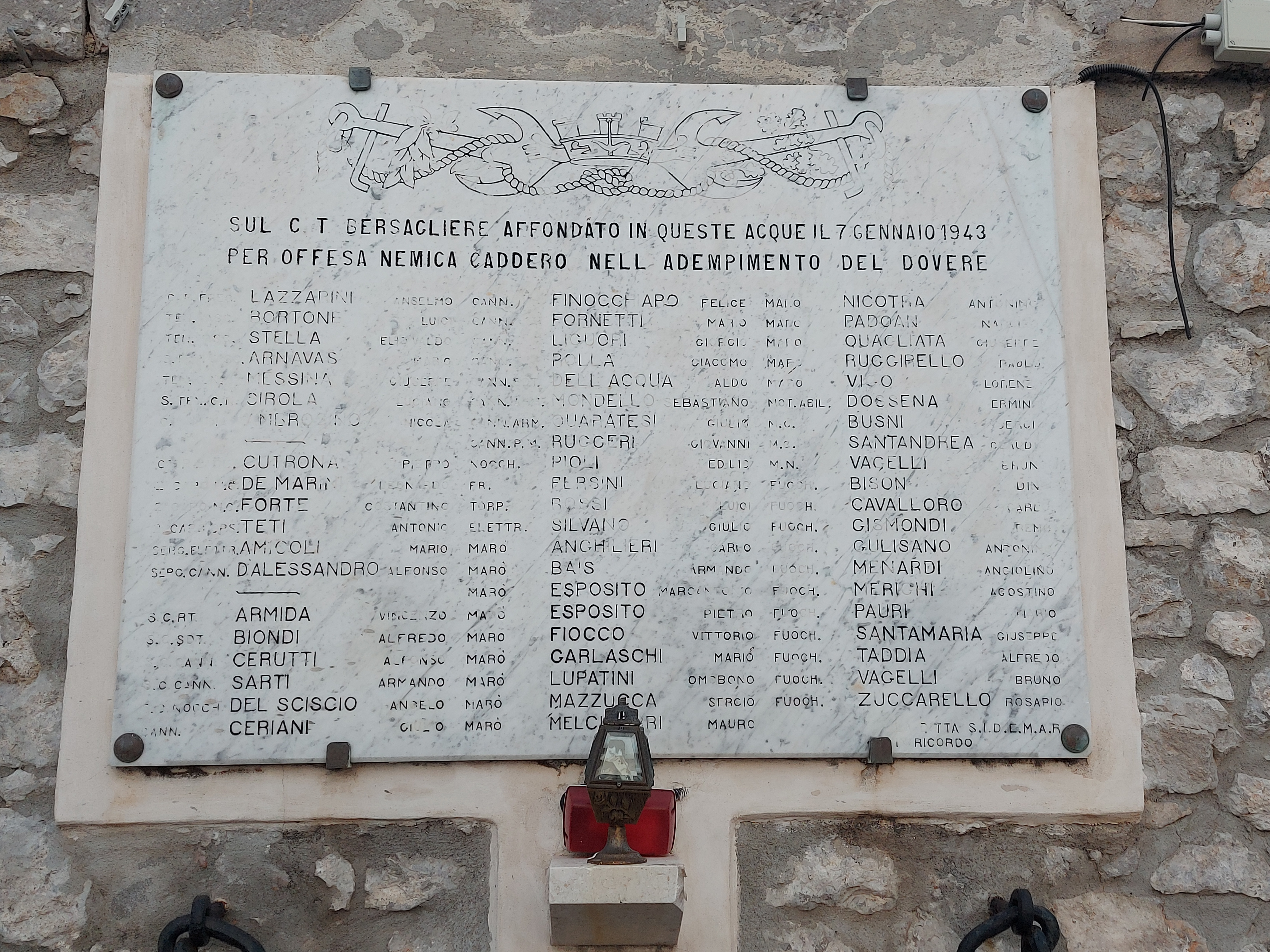
犠牲者の一覧が刻まれた記念の盾

### 艦長
- ジェロラモ・インデリカート中佐（1894年7月30日生まれ）（1939年4月1日 - 1940年4月2日）
- カンディード・ビリアルディ（イタリア語版）中佐（1902年1月14日、ポヴィーリオ生まれ）（1940年4月3日 - 1940年12月29日）
- ジュゼッペ・デ・アンギョイ（イタリア語版）中佐（1900年2月11日、サッサーリ生まれ）（1940年12月30日 - 1942年1月20日）
- アンセルモ・ラッツァリーニ（イタリア語版）中佐（1901年4月26日、マチェラータ生まれ）（1942年1月21日 - 1943年1月7日）

## 名称
イタリア王立海軍では「ベルサリエーレ」と言う艦名は第一次世界大戦当時のソルダティ級駆逐艦の名称を引き継いだものだった。今日ではイタリア海軍のソルダティ級のフリゲートに割り当てられている。